# 氧化震颤素
氧化震颤素（英語：Oxotremorine），也叫氧代震颤素，是一种药物，可充当选择性毒蕈碱型乙酰胆碱受体激动剂。
氧化震颤素会产生共济失调、震颤和痉挛，类似于帕金森病中所见的症状。因此该药物已成为实验研究中的研究工具，旨在确定更有效的抗帕金森病药物。
氧化震颤素还产生抗精神病作用。